# Порша де Россі
Порша Лі Джеймс Дедженерес (при народженні Аманда Лі Роджерс; 31 січня 1973) — австралійська та американська акторка, письменниця, модель і філантропка. Є найбільш відомою за гру в телесеріалах «Еллі Макбіл» і «Уповільнений розвиток».

## Життєпис

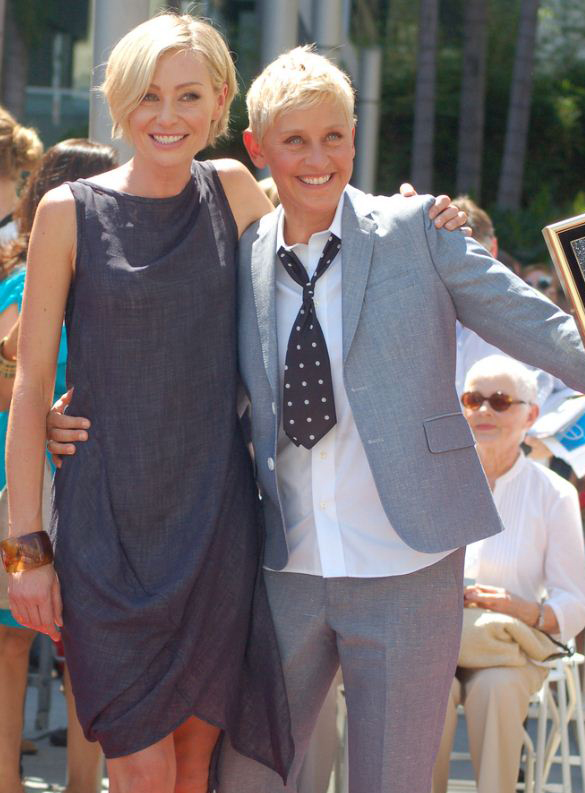
Порша де Россі з Еллен Дедженерес на церемонії отримання Еллен зірки на Голлівудській алеї слави, 2012

Народилася в Горшемі, штат Вікторія, Австралія. Дочка Маргарет, медичної реєстраторки, і Баррі Роджерса. Батько помер, коли їй було дев'ять років. Виросла у Гровдейлі, передмісті Джелонгу, Вікторія. Знімалась у телевізійних рекламних роликах у дитинстві. У 1988 році, у віці 15-ти, Аманда Лі Роджерс змінила ім'я на Порша де Россі.
Написала автобіографічну книгу про власну боротьбу з анорексією під назвою «Нестерпна легкість: Історія втрат і придбань» (англ. Unbearable Lightness: A story of loss and gain). На одному з етапів хвороби важила всього 82 фунтів (37 кг).
Відкрита лесбійка, одружилася з комікесою Еллен Дедженерес в Лос-Анджелесі у 2008 році. Атеїстка.
На початку 2025 року Еллен Дедженерес та Порша де Россі купили маєток у Великій Британії і почали процес переїзду з США.